# إدريسا كوليبالي
إدريسا كوليبالي (بالفرنسية: Idrissa Coulibaly)‏ (مواليد 19 ديسمبر 1987) هو لاعب كرة قدم مالي .

## المسيرة الدولية
في 17 يونيو 2007، لعب كوليبالي مباراته الدولية الأولى مع منتخب مالي وانتهت بفوز كبير بنتيجة 6-0 أمام سيراليون في تصفيات كأس الأمم الأفريقية 2008.

## ألقاب
شبيبة القبائل
- الدوري الجزائري الممتاز: 2008

## روابط خارجية
- صفحة اللاعب على موقع نادي شبيبة القبائل
- صفحة اللاعب على DZFoot
- إدريسا كوليبالي على موقع الاتحاد الدولي (مؤرشف)  (الإنجليزية)
- إدريسا كوليبالي على موقع الاتحاد الأوربي (الإنجليزية)
- إدريسا كوليبالي على موقع قاعدة بيانات كرة القدم.إي يو (الإنجليزية)
- إدريسا كوليبالي على موقع ناشيونال فوتبول تيمز (الإنجليزية)
- إدريسا كوليبالي على موقع Soccerway.com (الإنجليزية)
- إدريسا كوليبالي على موقع عالم كرة القدم.نت (الإنجليزية)
- إدريسا كوليبالي على موقع AS.com (الإسبانية)